# 알렉산더 스커비

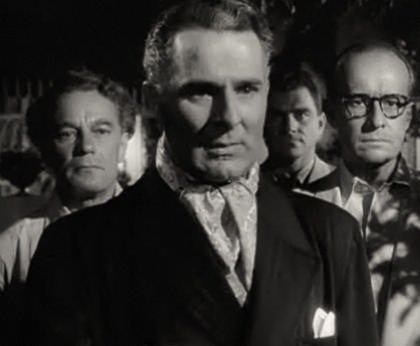

알렉산더 스코비(Alexander Scourby, 1913년 11월 13일 ~ 1985년 2월 22일)는 미국의 배우이다.
브루클린에서 태어났으며 페어필드군에서 사망하였다. 사인은 심근 경색이다.

## 출연 작품
- 제3의 공포 (1985년)
- 예수 (1979년)
- 4시의 악마 (1961년)
- 7인의 도둑 (1960년)
- 쉐기 독 (1959년)
- 미 앤 더 콜로넬 (1958년)
- 랜섬 (1956)
- 자이언트 (1956년)
- 샤도우 (1954년)
- 빅토리 앳 씨 (1954년) - 나레이터 역
- 은배 (1954년)
- 더 레드헤드 프롬 와이오밍 (1953년)
- 빅 히트 (1953년)
- 트리니다드 사건 (1952년)

### 텔레비전
- Studio One (1956-57)
- Climax! (1957-58)
- 닥터 웰비 (1969, 1971)
- 올 마이 칠드런 (1976-77)
- 유물 (1978, The Word)

### 오디오북
- 킹 제임스 성경 (1950년대)